# شهرستان لینکلن (واشینگتن)
شهرستان لینکلن، واشینگتن (به انگلیسی: Lincoln County, Washington) یک شهرستان در ایالات متحده آمریکا است که در ایالت واشینگتن واقع شده‌است.

## خصوصیات
شهرستان لینکلن ۶٬۰۵۸٫۰۲ کیلومترمربع مساحت دارد.